# 카제마치 로망
《카제마치 로망》(일본어: 風街ろまん, 한국어: 바람거리 로망)은 1971년 URC 레코드에서 발매된 일본의 포크 록 밴드 핫피 엔도의 두 번째 음반이다. 이 콘셉트 음반에서 핫피 엔도는 1964년 하계 올림픽 이전에 도쿄의 음악적 그림을 그리려고 시도했다.

## 배경 및 발매
OK 뮤직의 가와사키 나오토는 오타키 에이이치와 스즈키 시게루가 〈바람을 모아서〉에 기여하지 않은 것에 대해 언급하며, 호소노 하루오미는 베이스, 기타, 오르간을 연주하고, 마츠모토 타카시가 드럼을 연주하는 동안 보컬을 맡았다. 스즈키는 가와사키가 니티 그리티 더트 밴드에서 영감을 받았다고 느낀 〈쿠라야미자카의 날다람쥐 요괴〉에도 참여하지 않았다.
마츠모토는 〈꽃 찾으러 왔단다〉가 핫피 엔도의 대표곡이라고 생각했고 싱글로 발매됐다. B-사이드는 〈여름입니다〉로, 2017년 《뉴욕 타임스》의 벤 시사리오가 "닐 영의 반향"을 가지고 있다고 묘사했다.
가와사키는 〈봄 난만〉의 결말이 밴조와 함께 버펄로 스프링필드의 1967년 노래 〈Bluebird〉의 결말을 닮았다고 믿는다.
2004년 3월 31일 《핫피 엔도 박스》 세트에는 7곡의 보너스 트랙이 추가되었다.

## 평가
| 전문가 평가 | 전문가 평가 |
| 평가 점수   | 평가 점수   |
| 출처        | 점수        |
| ----------- | ----------- |
| Allmusic    | [ 4 ]       |

그들의 데뷔 음반과 함께, 핫피 엔도의 《카제마치 로망》은 "일본어 록 논란"이라고 알려진 것을 촉발시키면서 일본 음악사에 중요한 전환점을 맞이했다. 일본 록 산업의 저명인사들, 특히 일본어로만 부르는 록 음악이 지속 가능한지에 대한 가장 유명한 멤버들 간의 공론화된 논쟁이 있었다. 이전에는 일본의 거의 모든 인기 록 음악이 영어로 불렸다. 핫피 엔도의 첫 두 음반의 성공은 일본어 록의 지속 가능성을 증명했다.
2007년 9월 《롤링 스톤 재팬》이 선정한 "역사상 가장 위대한 일본 록 음반 100장"에서 1위에 올랐다. 2009년 《바운스》가 선정한 54장의 일본 스탠다드 록 음반 순위에서 15위에 올랐다. 2016년, 이 음반은 《비키피》 매거진이 발표한 역대 최고의 일본 음반 30장 중 1위를 차지했다.

## 곡 목록
| #  | 제목                                                  | 작사            | 작곡            | 재생 시간 |
| -- | ----------------------------------------------------- | --------------- | --------------- | --------- |
| 1. | 〈안고 싶어요 (抱きしめたい)〉                        | 마츠모토 타카시 | 오타키 에이이치 | 3:32      |
| 2. | 〈하늘색 크레용 (空色のくれよん)〉                    | 마츠모토 타카시 | 오타키 에이이치 | 4:05      |
| 3. | 〈바람을 모아서 (風をあつめて)〉                      | 마츠모토 타카시 | 호소노 하루오미 | 4:06      |
| 4. | 〈쿠라야미자카의 날다람쥐 요괴 (暗闇坂むささび変化)〉 | 마츠모토 타카시 | 호소노 하루오미 | 1:51      |
| 5. | 〈하이칼라 백치 (はいからはくち)〉                    | 마츠모토 타카시 | 오타키 에이이치 | 3:37      |
| 6. | 〈하이칼라 뷰티풀 (はいからびゅーちふる)〉            | 타라오 반나이   | 타라오 반나이   | 0:33      |

| #   | 제목                                            | 작사            | 작곡            | 재생 시간 |
| --- | ----------------------------------------------- | --------------- | --------------- | --------- |
| 7.  | 〈여름입니다 (夏なんです)〉                     | 마츠모토 타카시 | 호소노 하루오미 | 3:16      |
| 8.  | 〈꽃 찾으러 왔단다 (花いちもんめ)〉             | 마츠모토 타카시 | 스즈키 시게루   | 3:59      |
| 9.  | 〈내일 날씨는 맑았으면 (あしたてんきになあれ)〉 | 마츠모토 타카시 | 호소노 하루오미 | 2:13      |
| 10. | 〈태풍 (颱風)〉                                 | 오타키 에이이치 | 오타키 에이이치 | 6:30      |
| 11. | 〈봄 난만 (春らんまん)〉                        | 마츠모토 타카시 | 오타키 에이이치 | 2:49      |
| 12. | 〈굶주린 사랑을 (愛餓を)〉                      | 마츠모토 타카시 | 오타키 에이이치 | 0:37      |